# 문용휘
문용휘(한국 한자: 文容輝, 1995년 6월 7일 ~ )는 대한민국의 축구 선수이며, 포지션은 골키퍼이다.